# Лийв, Валерий Рихардович
Вале́рий Ри́хардович Лийв (эст. Valeri Liiv; 18 декабря 1938, Опарино, Архангельская область — 4 октября 2019) — токарь производственного объединения «Таллэкс», Герой Социалистического Труда, народный депутат трёх созывов Верховного Совета СССР.

## Биография
В. Р. Лийв родился 18 декабря 1938 года в деревне Опарино (ныне — Кировской области). Отец — Рихард Лийв (род. в 1910 году в Эстонии, деревня Вана-Лайтсна), мать — Сельма Лийв (род. в 1909 году в Выру). В 1911 году родители переехали в Вятскую губернию, где получили землю благодаря столыпинской реформе.
В 1946 году семья перебралась в Эстонскую ССР и поселилась в Тюри. В 1946—1956 годах В. Р. Лийв учился в средней школе № 2 (с русским языком обучения) города Тюри, которую окончил с серебряной медалью. В 1956—1959 годах он изучал промышленное строительство в Ленинградском институте инженеров железнодорожного транспорта. На четвёртом курсе перевёлся в Таллинский политехнический институт, но не смог продолжить учёбу из-за проблем со зрением и перенапряжения.
В 1961 году В. Р. Лийв поступил на работу помощником экскаваторщика в пайдеское отделение предприятия «Эстонская сельскохозяйственная техника» (эст. Eesti põllumajandustehnika, EPT), находившееся в Тюри. В 1962 году он женился и переехал в Таллин. 1 июля 1963 года В. Р. Лийв поступил на Таллинский экскаваторный завод учеником токаря. В следующем году он сдал экзамен на токаря второго разряда. Через некоторое время он стал бригадиром небольшой бригады из трёх токарей. По воспоминаниям самого В. Р. Лийва, работа токаря была физически тяжёлой, требовалось вручную перемещать тяжёлые (40 килограммов) заготовки валов. Многие не справлялись с такой работой, и токари часто менялись. Во время работы на предприятии В. Р. Лийв проявил лучшие профессиональные качества, был известен как инициативный работник. Благодаря его рационализаторским предложениям удалось повысить эффективность производства и снизить расход материала.
11 марта 1981 года В. Р. Лийву было присвоено звание Героя Социалистического Труда по результатам работы за десятую пятилетку (1976—1980 годы).
Во время работы на заводе В. Р. Лийв стал членом партийного и профсоюзного комитетов. В 1974 году он был в первый раз избран депутатом (от Эстонской ССР) 9-го созыва Совета Национальностей Верховного Совета СССР, в 1979 году он был избран во второй раз депутатом 10-го созыва. В. Р. Лийв избирался от микрорайона Мустамяэ, где располагались основные производственные площади «Таллэкса». Он входил в планово-бюджетную комиссию в качестве представителя от машиностроения. В 1984 году был избран представителем от Эстонской ССР в Совет Союза Верховного Совета СССР 11-го созыва (вместе с К. Вайно, А. Коопом и Э. Лиебергом). В. Р. Лийв был также членом ЦК Коммунистической партии Эстонии, членом Бюро ЦК КП Эстонии (1986—1991). Занимая пост депутата Верховного совета, В. Р. Лийв помогал предприятию решать отдельные хозяйственные проблемы (в частности, обеспечивать поставку металла, нехватку которого «Таллэкс» регулярно испытывал).
После приватизации ПО «Таллэкс» В. Р. Лийв работал токарем (с 1992 по 2006 год) в акционерном обществе OÜ Ferrex, дочернем предприятии приватизировавшего ПО «Таллэкс» акционерного общества AS Eesti Talleks. В его обязанности входило изготовление по российским заказам пружин для остающихся в эксплуатации экскаваторов «Таллэкса».
В. Р. Лийв пишет стихи, которые публиковались на русском и эстонском языках в газетах.
Статьи о В. Р. Лийве неоднократно появлялись в союзной и республиканской прессе.

## Семья
В. Р. Лийв женат на Майе Самуиловне Лийв, у него двое детей, сын Юрий и дочь Майя, и две внучки - Марияна и Элиза, а также двое правнуков: Ромм и Ремо, и одна правнучка: Софи. По его словам (2009 год), самые приятные его воспоминания связаны с рождением детей, самая большая причина для сожалений — исчезновение «большой родины», потеря связей с Россией.

## Награды
- Герой Социалистического Труда
- медаль «Серп и Молот» (1981)[11]
- орден Ленина (1981)
- орден Трудового Красного Знамени
- орден Октябрьской Революции
- Знак ЦК ВЛКСМ «За освоение новых земель» (1957)[1][8].